# Колянково (Бидґозький повіт)
Колянково (пол. Kolankowo) — село в Польщі, у гміні Нова-Весь-Велька Бидґозького повіту Куявсько-Поморського воєводства.
Населення — 38 осіб (2011).

## Демографія
Демографічна структура станом на 31 березня 2011 року:
|          | Загалом | Допрацездатний вік | Працездатний вік | Постпрацездатний вік |
| -------- | ------- | ------------------ | ---------------- | -------------------- |
| Чоловіки | 20      | 2                  | 16               | 2                    |
| Жінки    | 18      | 2                  | 10               | 6                    |
| Разом    | 38      | 4                  | 26               | 8                    |